# Hanh Cù
Hanh Cù là một xã thuộc huyện Thanh Ba, tỉnh Phú Thọ, Việt Nam.

## Địa lý
Xã Hanh Cù nằm ở phía tây bắc huyện Thanh Ba, có vị trí địa lý:
- Phía đông giáp xã Đồng Xuân
- Phía tây giáp huyện Hạ Hòa
- Phía nam giáp xã Mạn Lạn
- Phía bắc giáp xã Vân Lĩnh.

Xã Hanh Cù có diện tích 17,69 km², dân số năm 2018 là 10.217 người, mật độ dân số đạt 578 người/km².

## Lịch sử
Địa bàn xã Hanh Cù hiện nay trước đây vốn là ba xã: Hanh Cù, Yển Khê, Thanh Vân.
Trước khi sáp nhập, xã Hanh Cù có diện tích 4,67 km², dân số là 2.329 người, mật độ dân số đạt 499 người/km². Xã Yển Khê có diện tích 7,18 km², dân số là 4.953 người, mật độ dân số đạt 690 người/km². Xã Thanh Vân có diện tích 5,84 km², dân số là 2.935 người, mật độ dân số đạt 503 người/km².
Ngày 17 tháng 12 năm 2019, Ủy ban Thường vụ Quốc hội ban hành Nghị quyết 828/NQ-UBTVQH14 về việc sắp xếp các đơn vị hành chính cấp xã thuộc tỉnh Phú Thọ (nghị quyết có hiệu lực từ ngày 1 tháng 1 năm 2020). Theo đó, sáp nhập toàn bộ diện tích và dân số của hai xã Yển Khê và Thanh Vân vào xã Hanh Cù.